# Limnonectes arathooni
Limnonectes arathooni là một loài ếch trong họ Ranidae. Chúng là loài đặc hữu của Indonesia.
Các môi trường sống tự nhiên của chúng là rừng mây ẩm nhiệt đới và cận nhiệt đới và sông. Loài này đang bị đe dọa do mất môi trường sống.